# Södervärnsgatan

Södevärnsgatan är en gata i Malmö som ursprungligen var belägen i stadsdelen Södervärn, men genom förändring av stadsdelsindelningen överfördes den 1981 till Möllevången.
Gatan, som  sträcker sig från Sofielundsvägen till Spårvägsgatan, tillkom 1897 och finns utsatt på tillförordnade stadsingenjören Hans Hedéns karta över området från samma år. Den fick ursprungligen namnet Hjortgatan, efter grosshandlare Daniel Hjorth, som var en av ägarna av det jordområde, Möllerska plantskolan, över vilken gatan kom att sträcka sig. Gatans namn ändrades dock 1904 till det nuvarande.
Under spårvägsepoken fanns en enkelspårig vändslinga runt kvarteret Gabriel, vilket innebär att spårvägsräls funnits i Södervärnsgatan mellan Ahlmansgatan och Spårvägsgatan.